# Ganeriidae
De Ganeriidae zijn een familie van zeesterren uit de orde van de Valvatida.

## Geslachten
- Aleutiaster A.H. Clark, 1939
- Cuenotaster Thiéry, 1920
- Cycethra Bell, 1881
- Ganeria Gray, 1847
- Hyalinothrix Fisher, 1911
- Knightaster H.E.S. Clark, 1972
- Perknaster Sladen, 1889
- Scotiaster Koehler, 1907
- Tarachaster Fisher, 1913
- Vemaster Bernasconi, 1965